# John Hollowbread
 John Frederick Hollowbread (* 2. Januar 1934 in Ponders End; † 7. Dezember 2007 in Torrevieja) war ein englischer Fußballtorhüter. Er stand von Beginn der 1950er- bis Mitte der 1960er-Jahre bei Tottenham Hotspur unter Vertrag, war dort jedoch hinter den jeweiligen Stammkeepern Ted Ditchburn, Ron Reynolds und Bill Brown zumeist nur Ersatzmann, dafür aber in der Reserveelf mit über 350 Einsätzen eine feste Größe. Auf dem Weg zum Gewinn der englischen Meisterschaft 1961 absolvierte er eine Partie als Browns Vertretung.

## Sportlicher Werdegang
Hollowbread wuchs im Norden Londons im Bezirk Enfield auf und besuchte die Chase Side Junior School sowie später das Tottenham Technical College. Beim heimischen FC Enfield trat er in die Fußstapfen seines Vaters und stand wie dieser für den Klub als Torwart zwischen den Pfosten. Dabei war er so talentiert, dass er nach einer Berufung in die englische Jugendauswahl ab Juni 1950 auf Amateurbasis bei Tottenham Hotspur anheuerte. Ende Januar 1952 wurde er in die Profikader befördert und in dieser Zeit leistete er seinen Wehrdienst bei der Instandsetzungseinheit RAOC ab – auch dort kam der Fußball nicht zu kurz und er gewann diverse Militärpokale.
Nach ersten Partien für die Reservemannschaft gegen Ende der Saison 1954/55 absolvierte er am 30. August 1958 erstmals ein Profispiel gegen die Blackburn Rovers und insgesamt bestritt er in der Spielzeit 40 Erstligabegegnungen. Es war für ihn einmaliges Zeitfenster, das nach der Verletzung des langjährigen Stammtorwarts Ted Ditchburn für Hollowbread offen war, aber letztlich kassierte er 88 Gegentreffer, was mitverantwortlich dafür war, dass die Spurs von dem dritten Rang im Vorjahr auf den nunmehr fünftletzten Platz zurückfielen. Mit der Verpflichtung von Bill Brown zur Saison 1959/60 rückte Hollowbread ins zweite Glied als Torwart der Reservemannschaft zurück und fortan wurde er wieder nur noch sporadisch eingesetzt. Als Tottenham in der Spielzeit 1960/61 das Double aus englischer Meisterschaft und FA Cup gewann, kam Hollowbread nur ein einziges Mal zum Zug, wenngleich er sich beim 3:0 gegen West Ham United am Boxing Day 1960 schadlos hielt. Sein letztes Spiel endete am 4. April 1964 gegen den späteren Tabellenletzten Ipswich Town mit einem 6:3-Sieg. Einen Monat später wechselte er für die Ablösesumme von 3.000 Pfund zum Zweitligisten FC Southampton. Hollowbread bestritt 40 Pflichtspiele für die „Saints“, bevor er sich im Spiel gegen Coventry City am 8. September 1965 schwer am Knie verletzte und dadurch seine Karriere ein abruptes Ende fand.
Nach dem Ende seiner aktiven Laufbahn blieb er rund um Southampton dem Amateurfußball verbunden und nahm diverse Trainertätigkeiten wahr. Ab April 1966 betrieb er die Gaststätte Manor House Inn in Bursledon und fünfzehn Jahre später das The Sun Inn Romsey, bevor er als Barchef für den Bramshaw Golf Club in New Forest arbeitete – im Alter von 45 Jahren erlernte auch noch das Golfspielen und betrieb den Sport sehr intensiv. In den letzten vierzehn Jahren seines Lebens lebte er mit seiner Frau in Spanien und knapp ein Monat vor seinem 74. Geburtstag verstarb er nach kurzer Krankheit an der Costa Blanca in der Stadt Torrevieja.